# Забара, Александр Александрович
Александр Александрович Забара (укр. Олександр Олександрович Забара; род. 5 июля 1984, Новая Каховка, Херсонская область) — украинский футболист, игравший на позиции полузащитника и защитника.

## Биография
Александр Забара родился 5 июля 1984 в городе Новая Каховка Херсонской области. Первым тренером для него стал Ярослав Дмитриевич Оменюк. С конца 90-х до 2001 года выступал в ДЮФЛУ за три клуба — «Таврию», «Юность» и «Кристалл». Карьеру профессионального игрока начал за второй состав «Черноморца». Отыграв за одесскую команду 45 матчей при трёх забитых голах перешёл в команду первого дивизиона Украины — «Зарю», выступая за которую в 2006 году стал победителем первой лиги. В 2006 году перешёл белорусский «Локомотив» (Минск). Отыграв за минскую команду 11 матчей в 2007 году перешёл в литовские «Шяуляй» и «Интерас». С весны 2007 года до зимы 2009 сыграл 26 матчей в составе овдиопольского «Днестра», после чего перешёл в «Александрию». Первый свой матч за команду сыграл против харьковского «Гелиоса», выйдя на замену на 76-й минуте матча. В клубе сыграл 9 матчей после в том же году перешёл в днепродзержинскую «Сталь» и харьковский «Гелиос». В 2010 году выступает за любительскую «Солнечная долину», после чего возвращается в белорусский чемпионат в команду первого дивизиона — «Динамо-Брест». За брестскую команду отыграл 31 матч отметившись двумя голами в ворота БАТЭ и минского «Динамо», после чего сначала перешёл в дубль команды, а после ушёл из него завершив карьеру футболиста.